# ブエナビスタ・ストリート
ブエナビスタ・ストリート（英語: Buena Vista Street）とは、アメリカ合衆国カリフォルニア州のディズニー・カリフォルニア・アドベンチャーにあるテーマランドの一つである。名前はバーバンクにある実際の道から取られており、1920年代のロサンゼルスをテーマとしている。

## 概要
ウォルト・ディズニーが初めてロサンゼルスを訪れた1920年代の街並みを再現しており、パークの玄関口としてメインストリートUSAやワールドバザールと似た役割を果たしている。エリア内にはパシフィック電鉄を再現したアトラクションレッド・カー・トロリーが走っており、ハリウッド・ランドのトワイライトゾーン・タワー・オブ・テラー（現：ガーディアンズ・オブ・ギャラクシー - ミッション:ブレイクアウト!）前とパークのエントランスを結んでいる。
以前はサンシャイン・プラザ（Sunshine Plaza）という名前で、パークのエントランスはゴールデン・ゲート・ブリッジを模したものだった。しかしディズニー・カリフォルニア・アドベンチャー全体のリニューアルにより、2012年6月15日にブエナビスタ・ストリートと名称が変更され、エントランスのデザインもディズニー・ハリウッド・スタジオと同じパン・パシフィック・オーディトリアムをモチーフとしたものに変更された。

## 各施設の紹介

### アトラクション
- レッド・カー・トロリー

### レストラン
- カーセイ・サークル・レストラン
- クララベルのハンドスクープド・アイスクリーム
- フィドラー・フィファー＆プラクティカル・カフェ

### ショップ
- エライアス & Co.
- ジュリアス・カッツ & ソンズ
- キングスウェル・カメラショップ
- オズワルド
- トロリー・トリーツ